# سونيا برموديز
سونيا برموديز (بالإسبانية: Sonia Bermúdez)‏ (18 نوفمبر 1984 في إسبانيا - ) هي لاعبة كرة قدم إسبانية في مركز الهجوم. شاركت مع منتخب إسبانيا تحت 19 سنة لكرة القدم للسيدات. أما مع النوادي، فقد لعبت مع أتلتيكو مدريد للسيدات وأتلتيكو مدريد ورايو فايكانو ونادي برشلونة لكرة القدم للسيدات ونادي برشلونة ونادي ساباديل ووسترن نيويورك فلاش وRayo Vallecano Femenino ‏ وLevante UD Femenino ‏ وCE Sabadell (women) ‏ ونادى استوديانتس دى ويلفا للسيدات لكرة القدم وCF Pozuelo de Alarcón Femenino ‏.

## وصلات خارجية
- سونيا برموديز على موقع الاتحاد الدولي (مؤرشف)  (الإنجليزية)
- سونيا برموديز على موقع الاتحاد الأوربي (الإنجليزية)
- سونيا برموديز على موقع قاعدة بيانات كرة القدم.إي يو (الإنجليزية)
- سونيا برموديز على موقع Soccerway.com (الإنجليزية)
- سونيا برموديز على موقع عالم كرة القدم.نت (الإنجليزية)